# Sân bay Santa Maria (Açores)
Sân bay Santa Maria (IATA: SMA, ICAO: LPAZ) là một sân bay trên đảo Santa Maria ở khu tự trị Açores của Bồ Đào Nha. Sân bay này phục vụ chủ yếu đô thị Vila do Porto và đảo này.
Sân bay này đã là một căn cứ không quân của Hoa Kỳ cho đến cuối đệ nhị thế chiến.

## Các hãng hàng không và tuyến bay
- SATA Air Acores (Ponta Delgada)[3]
- SATA International (Lisbon)[3]